# Vägmålla
Vägmålla även känd som gårdmålla (Atriplex patula) är en växtart i familjen amarantväxter. 